# Thomaskerk (Amsterdam)
De Thomaskerk, kortweg De Thomas, aan de Prinses Irenestraat in Amsterdam-Zuid is gebouwd in 1966 en is eigendom van de protestantse kerk Amsterdam (PKN).

## Architectuur
Vanaf 1955 waren er plannen voor een Hervormde kerk in Nieuw-Zuid. Doordat de oorspronkelijke bouwplannen wijzigden, kwam de kerk wat aan de rand van de woonwijk te liggen in plaats van aan een doorgaande weg. Tegenwoordig ligt het tegen de Zuidas aan.
Het gebouw is ontworpen door architect Karel Sijmons en valt op door de sobere indeling, die volledig is ingericht op de protestantse eredienst. Drie thema's staan hierin centraal: het Woord, de Doop en het Avondmaal. Voor het Avondmaal is een aparte intieme ruimte gecreëerd. De ruimte waar het Woord (de Bijbel) centraal staat is daarentegen ruim en hoog. De doopvont heeft een centrale plek in deze ruimte en markeert zo de centrale plaats die dit sacrament inneemt binnen de protestantse kerk.
De zandstenen vloer is een verwijzing naar de tocht van het volk Israël door de woestijn en het golvende dak symboliseert de zee waar God de Israëlieten onder leiding van Mozes doorheen leidde. twaalf vierkante ruiten verwijzen naar de twaalf apostelen, voorts is er in het plafond een prisma met raam zichtbaar, verwijzend naar de drie-eenheid. De plaats van avondmaaltijdtafel en doopvont voldoen aan het fibonacciprincipe (proportio divina, goddelijke verhouding). aldus kleinzoon Ivan Cremer, die er in 2021 een tentoonstelling hield.
De architect liet zich inspireren door de kapel Notre Dame du Haut in het Franse Ronchamp van architect Le Corbusier. Deze kapel heeft ook een golvend dak.

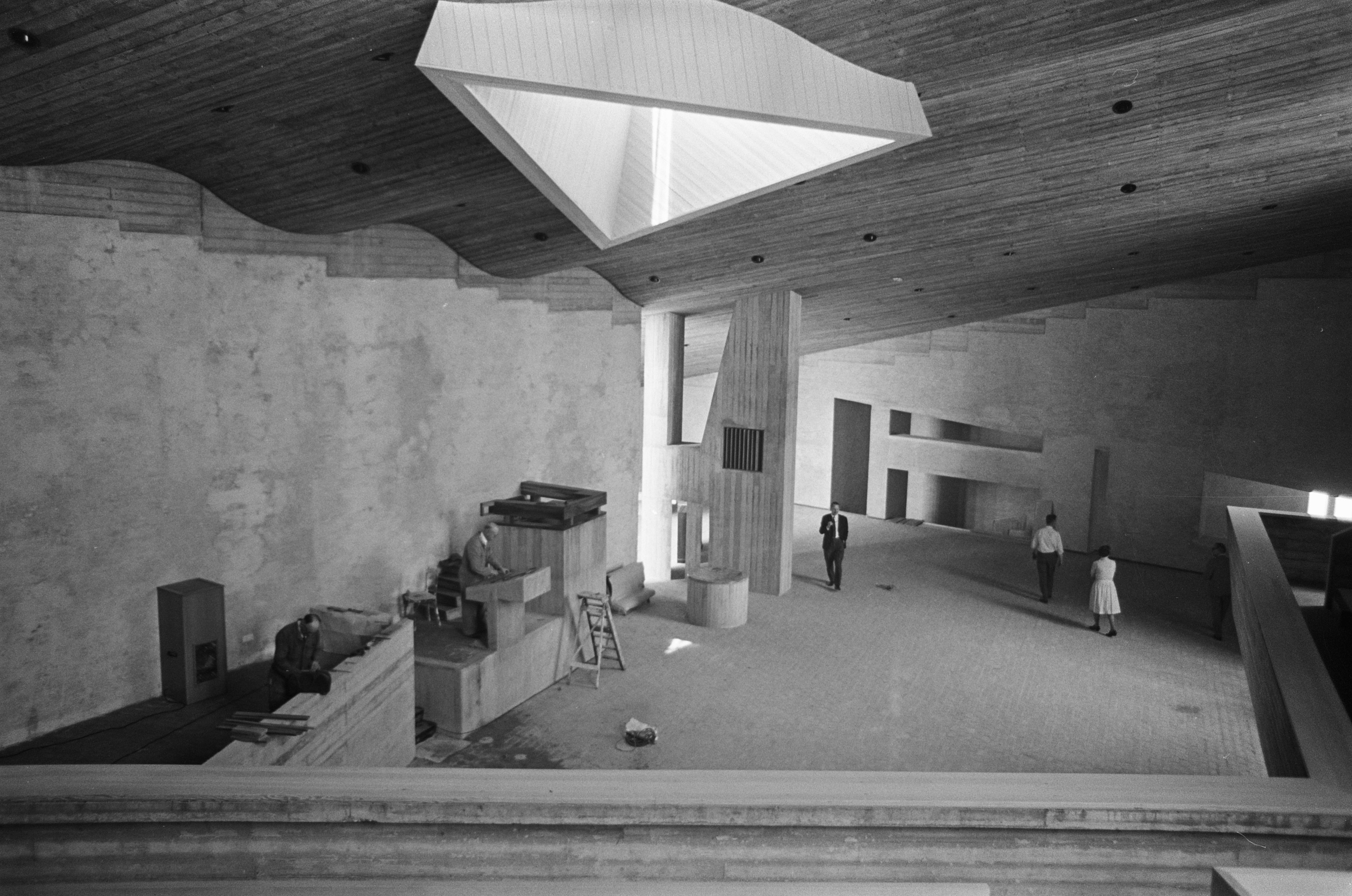
Interieur van de Thomaskerk in opbouw, 1966

De kerk heeft een glas-in-loodraam dat in 1967 ontworpen is door de Spaanse kunstenaar Antonio Saura waarin de kruisiging van Jezus wordt afgebeeld. De architect heeft het zelf betaald omdat hij het stuk per se in de kerk wilde hebben.
De Amsterdamkalender 2024 maakte melding van een gedempte akoestiek, die de concerten bijzonder maken. Sijmons kon daar niet van genieten; hij was (bijna) doof.
De muziekgroep Son Mieux nam de videoclip voor hun single Tonight in de kerk op. Daarbij werd het interieur en bouwstructuur zichtbaar. De bouwstijl brutalisme, waarbij afdrukken van de betonbekisting gewoon zichtbaar blijven, is duidelijk herkenbaar in beeld gebracht.

## Orgels
De kerk beschikt over twee pijporgels van de firma Van Vulpen uit Utrecht. Cantor en organist van de Thomaskerk is sinds 2005 Maurice van Elven.

### Hoofdorgel
In het oorspronkelijk ontwerp van de kerk was geen orgel aanwezig, maar door een anonieme schenking in 1969 kon het instrument worden aangeschaft. Hieronder volgt de dispositie:
| Hoofdwerk C-f’’’                |    |
| Prestant                        | 8' |
| Holpijp                         | 8' |
| Octaaf                          | 4' |
| Gemshoorn                       | 4' |
| Octaaf                          | 2' |
| Sesquialter 2⅔' 2 sterk vanaf c |    |
| Mixtuur 1⅓' 4-6 sterk           |    |
| Trompet                         | 8' |

| Borstwerk C-f’’’ (in zwelkast) |     |
| Gedekt                         | 8'  |
| Roerfluit                      | 4'  |
| Prestant                       | 2'  |
| Nachthoorn                     | 2'  |
| Nasard                         | 1⅓' |
| Cymbel 1' 2 sterk              |     |
| Regaal                         | 8'  |
| Tremulant                      |     |

| Pedaal C-f’ |     |
| Subbas      | 16' |
| Prestant    | 8'  |
| Gedekt      | 8'  |
| Octaaf      | 4'  |
| Fagot       | 16' |

| Koppelingen |
| HW + ped.   |
| BW + ped.   |
| BW + HW     |

### Positief
In de avondmaalsruimte is in 1973 een klein orgel geplaatst. Dit wordt gebruikt tijdens avondmaalsvieringen, maar ook voor koorbegeleidingen en continuospel.
| Manuaal C-f’’’ |    |
| Holpijp        | 8' |
| Gedekte fluit  | 4' |
| Prestant       | 2' |

## Thomastheater
De kerk beschikt over een theaterzaal. De stichting Thomas Open organiseert hier lunchconcerten, theatervoorstellingen en kunstexposities, die passen binnen het spectrum van maatschappelijke bewustwording, zingeving en religie. 